# ホワット・ライズ・ビニース
『ホワット・ライズ・ビニース』（原題：What lies Beneath）は、2000年のアメリカ映画。ハリソン・フォード、ミシェル・ファイファー主演のサスペンス・スリラー。アルフレッド・ヒッチコックの映画技法を意識した作品でもある。

## ストーリー
ノーマンとクレアの夫婦は、娘のケイトリンが大学進学のために入寮して独立したことをきっかけに、ノーマンの父が所有していたヴァーモント州の湖畔沿いにある家に引っ越してきた。自然に囲まれる中で、夫婦ではなく恋人同士の時代を思い返す二人、しかし、隣の家でこそこそと“大きな人型の荷物を捨てる”住人に不信感を抱き、また家の中では奇妙な音が鳴り始め、クレアは都会とは違う奇妙な出来事に興味を持ちはじめ、探偵まがいの撮影・録音などを楽しむようになる。
一方、ノーマンは何故か全く興味を示さず、クレアは説明を繰り返しながら不満が募っていった。
やがて、クレアの心の中に忘れていた1年前の自殺未遂事件の記憶が蘇ってきた。なぜ忘れていたのか、どういう事情があったのか、自分のことなのに自分の記憶の曖昧さにも疑問を抱き、誠実に受け答えはするが行動が一致しない夫へも不信感と疑問を強くする。

## 登場人物
ノーマン・スペンサー
演 - ハリソン・フォード
数学者。父も数学者だった。実はマディソンと不倫をして口封じに彼女を殺害した。
クレア・スペンサー
演 - ミシェル・ファイファー
ノーマンの妻。ノーマンとは再婚。元々はバイオリニストでカーネギーホールに出たこともある。チェロを弾いたりガーデニングをしたりする趣味人。
ジョディ
演 - ダイアナ・スカーウィッド
クレアの友人。
ドクター・ドレイトン
演 - ジョー・モートン
精神科医。
ウォーレン・フューアー
演 - ジェームズ・レマー
スペンサー夫妻の隣人。
メアリー・フューアー
演 - ミランダ・オットー
ウォーレンの妻。
マディソン・エリザベス・フランク
演 - アンバー・ヴァレッタ
ノーマンの教え子。ノーマンと不倫して口封じに殺害される。
ケイリトン・スペンサー
演 - キャサリーン・トーネ
ノーマンとクレアの娘。大学に進学する。クレアの連れ子。
ドクター・スタン・ポーエル
演 - レイ・ベイカー
クレアの友人。
エレナ
演 - ウェンディ・クルーソン
スタンの恋人。

## キャスト
| 役名                             | 俳優                     | 日本語吹替 |
| -------------------------------- | ------------------------ | ---------- |
| ノーマン・スペンサー             | ハリソン・フォード       | 磯部勉     |
| クレア・スペンサー               | ミシェル・ファイファー   | 小山茉美   |
| ジョディ                         | ダイアナ・スカーウィッド | 藤生聖子   |
| ドクター・ドレイトン             | ジョー・モートン         | 仲野裕     |
| ウォーレン・フューアー           | ジェームズ・レマー       | 有本欽隆   |
| メアリー・フューアー             | ミランダ・オットー       | 渡辺美佐   |
| マディソン・エリザベス・フランク | アンバー・ヴァレッタ     | 谷育子     |
| ケイリトン・スペンサー           | キャサリーン・トーネ     |            |
| ドクター・スタン・ポーエル       | レイ・ベイカー           | 水野龍司   |
| エレナ                           | ウェンディ・クルーソン   | 高島雅羅   |
|                                  |                          |            |
| 演出                             |                          | 蕨南勝之   |
| 翻訳                             |                          | 栗原とみ子 |
| 調整                             |                          | 土屋雅紀   |